# Línia evolutiva de Munchlax
Aquesta línia evolutiva de Pokémon inclou Munchlax i Snorlax.

## Munchlax
En Munchlax (ゴンベ Gonbe al Japó, Mampfaxo a Alemanya i Goinfrex a França) és un Pokémon de tipus normal amb dues evolucions (Munchlax i Snorlax). En Munchlax és un Pokémon de tipus normal. Apareixerà per primera vegada (i es podrà capturar-lo i lluitar amb ell) a les futures edicions Pearl i Diamond que han sortit a la venda l'any 2006 al Japó. Encara n'és desconeguda la data de llançament a Amèrica o Europa. En Munchlax és la preevolució de Snorlax. No se sap com o quan evolucionarà (ens referim de quina manera: por intercanvi, per nivell, por objecte o per felicitat; també, si evoluciona per nivell, a quin nivell evoluciona). Tampoc sabem si podrem obtenir-lo per un ou mitjançant Snorlax (gairebé segur que sí). No és tan fort com Snorlax, però posseirà grans característiques i potser un augment de velocitat.

### Orígens del nom
Munchlax es treu de dues paraules angleses: munch (que vol dir "mastegar") i relax (que vol dir "relaxar").
El nom japonès Gonbe prové de gon i be. Gon està tret de l'evolució grossa, Kabigon i be (pronunciat "bei") probablement de la paraula anglesa "baby" (com que es pronuncia "beibi"), que vol dir nadó. Si és així, hauran volgut dir Kabigon baby.

## Snorlax
Snorlax (Kabigon en japonès, Relaxo en alemany i Ronflex en francès) és un Pokémon molt dormidor i molt gras; és el Pokémon que pesa més de tota la primera generació.

### En els videojocs
Snorlax és el que bloqueja el pas a les rutes 12 i 16 (per despertar-lo cal la Pokéflauta) als jocs de Pokémon Red, Blue, Red Foc, Green Fulla, i Pokémon Yellow. Als Pokémon Crystal, Or i Silver bloqueja la Cova Diglett. Als Pokémon Ruby i Sapphire no hi és.